# Лаксіанський ключ
«Лаксіанський ключ» (англ. The Laxian Key) — науково-фантастичне оповідання Роберта Шеклі, вперше опубліковане в журналі Galaxy Science fiction (11/1954). Веселе фантастичне оповідання з циклу про Грегора і Арнольда з «ААА Ейс Міжпланетної служби оздоровлення довкілля». Оповідання входить до авторської збірки «Пастка для людей» (1968).

## Сюжет
Арнольд підготував сюрприз своєму компаньйонові Грегору, придбавши невідомий апарат у лахмітника Джо. Прочитавши бирку, вони встановили, що цей апарат — універсальний виробник. Після увімкнення апарат почав виробляти невідому субстанцію, що нагадує цемент. Поки Грегор і Арнольд намагалися збагнути, що це за субстанція і що вони можуть з нею зробити, вона почала заповнювати приміщення. Спроби вимкнути апарат не мали успіху: як виявилося, для цього потрібен лаксіанський ключ.
Несподівано до них завітав гість, який, як виявилося, був працівником місцевої електростанції, і він заявив, що на електростанції виявлено витік, адже апарат компаньйонів споживає колосальну кількість енергії. Побачивши вироблену субстанцію, він зазначив, що, напевно, ця субстанція коштує дуже дорого, бо вони дозволяють собі витрачати стільки енергії.
Погортавши довідник, Арнольд встановив, що ця субстанція слугує їжею для жителів однієї планети у віддаленій частині галактики. На подив людей, субстанція коштувала досить дешево, попри величезні витрати енергії. Зрозумівши збитковість виробництва, компаньйони вирішили відвідати планету і продати апарат місцевим жителям.
При відвідуванні планети її жителі зустріли людей радо, адже не часто їх планету відвідували з метою ведення бізнесу. Сама планета виглядала похмуро, сіро. Коли компаньйони заявили, що вони привезли універсальний виробник, їх оточила військова техніка, а представили планети вимагали негайно покинути планету разом з універсальним виробником. Як виявилося, універсальний виробник колись створили їхні предки, ті технології вже втрачено і немає жодного лаксіанського ключа, яким можна було б його вимкнути. Представники планети розповіли, що їх вже відвідували такі горе-бізнесмени з універсальним виробником, але він — це суцільне лихо. Місцеві жителі не вживають цю субстанцію в їжу. Вони хотіли знайти їй застосування, з неї намагалися будувати будинки, але все одно надлишків було стільки, що вся планета опинилася засипана їжню. В кінці розмови представники планети сказали, що чекають повернення компаньйонів, якщо ті де-небудь знайдуть лаксіанський ключ.